# Gouvernement Albert de Broglie (1)
Troisième République
Gouvernement Jules Dufaure II Gouvernement Albert de Broglie II
Le premier gouvernement Albert de Broglie est le gouvernement de la Troisième République en France du 25 mai au 24 novembre 1873.
Après la chute d'Adolphe Thiers et l'élection de Mac Mahon à la Présidence de la République, ce dernier confie à Albert de Broglie la constitution d'un gouvernement d'Ordre moral.

## Composition

### Présidence du Conseil
| Fonction | Fonction                  | Image | Nom               | Parti politique |
| -------- | ------------------------- | ----- | ----------------- | --------------- |
|          | Vice-président du Conseil |       | Albert de Broglie | Orléaniste      |

### Ministres
| Fonction | Fonction                                                         | Image | Nom                                                  | Parti politique                                                       |
| -------- | ---------------------------------------------------------------- | ----- | ---------------------------------------------------- | --------------------------------------------------------------------- |
|          | Ministre des Affaires étrangères                                 |       | Albert de Broglie                                    | Orléaniste                                                            |
|          | Ministre de la Justice                                           |       | Jean Ernoul                                          | Légitimiste                                                           |
|          | Ministre de l’Intérieur                                          |       | Charles Beulé                                        | Orléaniste                                                            |
|          | Ministre de la Guerre                                            |       | Ernest Courtot de Cissey (jusqu'au 29 mai 1873)      | Orléaniste                                                            |
|          | Ministre de la Guerre                                            |       | François Charles du Barail (à partir du 29 mai 1873) | Bonapartiste                                                          |
|          | Ministre de la Marine et des Colonies                            |       | Charles de Dompierre d'Hornoy                        | Légitimiste                                                           |
|          | Ministre de l'Instruction publique, des Beaux-arts et des Cultes |       | Anselme Batbie                                       | Orléaniste                                                            |
|          | Ministre des Finances                                            |       | Pierre Magne                                         | Bonapartiste                                                          |
|          | Ministre des Travaux publics                                     |       | Alfred Deseilligny                                   | Républicain conservateur du Centre droit (anciennement Centre gauche) |
|          | Ministre de l'Agriculture et du Commerce                         |       | Marie de La Bouillerie                               | Légitimiste                                                           |

### Sous-secrétaire d'État
| Fonction | Fonction                             | Image                                            | Nom                                   | Parti politique |
| -------- | ------------------------------------ | ------------------------------------------------ | ------------------------------------- | --------------- |
|          | Sous-secrétaire d’État à l’Intérieur | Pas de photographie, votre aide est la bienvenue | Ernest Pascal (jusqu’au 10 juin 1873) | Bonapartiste    |

## Action
Ce gouvernement rétablit une politique d'ordre moral, d'inspiration religieuse et anti-libérale. De plus, il souhaite le rétablissement de la monarchie. Le 24 juillet 1873, l'assemblée vote une loi qui déclare d'utilité publique la construction d'une église à Paris, sur la colline de Montmartre (basilique du Sacré-Cœur de Montmartre). Le gouvernement mène une politique anti-républicaine. Il épure la haute administration de l'état, le corps diplomatique, les milieux universitaires. Il limoge une vingtaine de préfets républicains. Dans le midi rouge, les Marianne et les bustes de la république sont retirés des mairies. Arthur Ranc, député de Lyon, proche de Gambetta perd son immunité parlementaire et est condamné à mort par contumace pour sa participation à la Commune. Il s'exile à Bruxelles. Par ailleurs, Broglie frappe la presse républicaine, usant des lois de l'empire et de l'état de siège. La commémoration du 14 juillet est interdite. Le gouvernement fait surveiller des établissements de boisson.
Les différents emprunts qui ont été contractés pour rembourser l'Allemagne ont légèrement appauvri le pays. Par conséquent, Magne, le ministres des finances, fait voter l'augmentation des contributions directes et des droits de timbres et d'enregistrement. Il préfère l'impôt à l'emprunt et cherche par tous les moyens à réduire l'encours de la dette publique. La modernisation de l'armée se poursuit. En effet, Le fusil Gras à cartouche de métal remplace le chassepot. Ernest Courtot de Cissey, le ministre de la guerre, fait voter une loi militaire qui  procède à la création de 19 corps d'armée permanents  et qui réorganise les conditions de la mobilisation. Le 5 août, le comte de Paris se rendit à Frohsdorf et reconnut le comte de Chambord comme "représentant du principe monarchique de la France". Par conséquent, si la monarchie était restaurée, le comte de Chambord monterait sur le trône. Cependant, celui-ci ne veut pas du drapeau tricolore ; il est attachés au drapeau blanc et il le fait savoir dans l'union. Broglie propose donc de prolonger les pouvoirs de Mac-Mahon, "solution qui, à terme, laissait la possibilité d’une restauration orléaniste", selon Jean-Marie Mayeur. Les orléanistes ne veulent pas du projet initial fixant à 10 ans le mandat. Il dut accepter un compromis : la prolongation pour 7 ans et non pour 10, avec le titre de président de la république. Les républicains Jules Simon et Jules Grévy s'opposèrent farouchement à ce projet ; malheureusement pour eux, la réforme fut votée par 383 voix contre 317. La loi du 20 novembre 1873 déclarait : "le pouvoir exécutif est confié pour sept ans au maréchal de Mac-Mahon, duc de Magenta [...] ; ce pouvoir continuera à être exercé avec le titre de président de la république et dans les conditions actuelles qui pourraient y être apportées par les lois constitutionnelles".
En 1873, Francis Garnier s'empare de Hanoi, puis périt dans une embuscade.

## Fin du gouvernement et passation des pouvoirs
Le 24 novembre 1873, Albert de Broglie remit la démission du gouvernement au président de la République, Patrice de Mac-Mahon.
Le 26 novembre 1873, Patrice de Mac-Mahon nomma Albert de Broglie à la vice-présidence du Conseil.

## Littérature
- Vincent Duclert, La République imaginée, 1870-1914, Paris, Belin, 2010.
- Jean-Marie Mayeur, Nouvelle histoire de la France contemporaine, t. 10 : Les Débuts de la Troisième République, 1871-1898, Paris, Éditions du Seuil, coll. « Points. Histoire » (no 110), 1973, 254 p. (ISBN 2-02-000670-7, présentation en ligne).
- Pierre Miquel, La Troisième République, Fayard, 1989.